# Crime putativo
O Crime putativo ou o Delito putativo dá-se quando o agente imagina que a conduta por ele praticada constitui crime mas em verdade constitui uma conduta atípica, ou seja não há punição para o ato praticado.

## Definição
O delito putativo ocorre quando o agente considera erroneamente que a conduta realizada por ele constitui crime, quando na verdade, é um fato atípico; só existe na imaginação do sujeito.
Exemplo: O agente deixa de pagar dívida , instrumentalizada por meio de nota promissória. De fato, no crime putativo o agente quer cometer uma infração penal, porém utiliza-se de conduta que não constitui fato típico.
Delito putativo por erro de proibição ocorre quando o agente supõe violar uma norma penal, que na verdade não existe; falta tipicidade à sua conduta, pois o fato não é considerado crime.
Há delito putativo por erro de tipo quando a errônea suposição do agente não recai sobre a norma, mas sobre os elementos do crime.
O delito putativo por obra de agente provocador (crime de flagrante provocado) ocorre quando alguém, de forma insidiosa, provoca o agente à prática de um crime, ao mesmo tempo que toma providências para que o mesmo não se consuma.
Crime de flagrantes esperado ocorre quando, por exemplo, o indivíduo sabe que vai ser vítima de um delito e avisa a polícia, que põe seus agentes de sentinela, os quais apanham o autor no momento da prática ilícita; não se trata de crime putativo, pois não há provocação.

## Brasil
A súmula n. 145 do STF (Brasil) trata do delito putativo por obra de agente provocador, o denominado delito de flagrante provocado: "Não há crime quando a preparação do flagrante pela Polícia torna impossível a sua consumação." Não se confunde com o delito de flagrante "esperado", em que alguém, vítima ou terceiro, normalmente a polícia, tomando conhecimento de que um delito vai ser praticado, "espera" sua execução para prender o delinqüente em flagrante.